# 我的世界：地球
《我的世界：地球》是一款於2021年1月6日終止服務的虚拟现实沙盒手机游戏，作为《我的世界》系列的衍生产品。遊戲在2019年暑假期間推出Beta版，玩家可以在我的世界網站註冊，以便優先下載及遊玩。该游戏于2021年1月进行了最终更新，并因2019冠状病毒病疫情于2021年6月30日正式下架并终止服务。
遊戲分別在2019年6月和7月推出了預告，在預告片中可以看到遊戲使用了VR及AR的科技。PC World認為这种玩法參考了電子遊戲《寶可夢GO》。
玩家必須年滿 18 歲才能游玩本游戏。

## 玩法
与《我的世界》类似，《我的世界：地球》的主要玩法是建筑、收集资源、合成物品和四处探索。
官方網站中提到了「Create, Collect, Collaborate, Explore」，強調玩家能在遊戲中使用VR及AR技術，自己建造建築。
- 「Create」是指玩家可以看到他人的建築。例如在巷子中的雞，街上的屋子等。
- 「Collect」是指玩家可以在遊戲中收集資源，自己建造建築。
- 「Collaborate」是指玩家可以和其他玩家合作，一起建造建築。
- 「Explore」是指玩家能在世界中探索四周。

## 发布
2019年7月16日，《我的世界：地球》首次发布了适用于iOS的内测版本，参与测试地区包括了西雅图和伦敦。7月18日，游戏在东京、斯德哥尔摩和墨西哥城上线。2019年8月30日，Mojang发布了这些城市的Android预览版。
2019年10月17日，游戏在冰岛和新西兰上线，随后的几周在其他国家（例如，11月在美国）缓慢推出，但是中国大陆地区的App Store并未上架此游戏。
2021年1月6日，官方宣布将于該年6月30日下架遊戲並終止其相关服務。